# Sascha Paeth
Sascha Paeth, född 9 september 1970 i Wolfsburg, Niedersachsen, är en tysk musiker, huvudsakligen aktiv som gitarrist och basist. Han arbetar också som musikproducent, studio- och livemusiker och tillsammans med Miro äger och driver han musikstudion Gate Studio i Wolfsburg.

## Biografi
Paeth började sin musikaliska karriär på 1980-talet som gitarrist i bandet Heavens Gate. Gruppen hade spelat under flera olika namn sedan 1982 men släppte sitt första album under namnet Heavens Gate 1989. Under 1994 byggde man studion Gate Studio för bandets räkning och år 2000 tog Paeth över driften tillsammans med producentkollegan Michael "Miro" Rodenberg.

## Musikerkarriär
Sascha Paeth spelar gitarr i Heavens Gate (som dock legat vilande under många år), Sascha Paeth's Masters of Ceremony och Avantasia. Han spelade tidigare basgitarr i Luca Turillis soloband. Därtill har han som studiomusiker bidragt med gitarr-, basgitarr- och keyboardspel på alster av artister som Angra, Gamma Ray, Kamelot och Rhapsody of Fire. 

## Producentkarriär
Sedan början av 1990-talet har Paeth producerat album av en mängd artister, huvudsakligen inom heavy och power metal-genrerna. Dessa inkluderar After Forever, At Vance, Avantasia, Edguy, Epica, Freedom Call, Heavenly, Serenity och Shaman.

## Diskografi i urval
Heavens Gate
- In Control (1989)
- Livin' in Hysteria (1991)
- Hell for Sale! (1992)
- Planet E. (1996)
- Menergy (1999)

Avantasia
- The Scarecrow (2008)
- Angel of Babylon (2010)
- The Wicked Symphony (2010)
- The Mystery Of Time (2013)
- Moonglow (2019)
- A Paranormal Evening With The Moonflower Society (2022)
- Here Be Dragons (2025)

Sascha Paeth's Master of Ceremony
- Signs of Wings (2019)

Luca Turilli
- King of the Nordic Twilight (1999)
- Prophet of the Last Eclipse (2002)
- The Infinite Wonders of Creation (2006)